# شب شیرین
«شب شیرین» (انگلیسی: Sweet Night) ترانه‌ای از خواننده اهل کره جنوبی، وی از بی‌تی‌اس و بخشی از ساندترک مجموعه تلویزیونی کلاس ایته‌‌وون است. این ترانه در ۱۳ مارس ۲۲۰ توسط ولندینگ کامپنی به صورت تک‌آهنگ دیجیتال و استریم منتشر شد.

## جدول‌های موسیقی
| جدول (۲۰۲۰)                                  | بالاترین جایگاه |
| -------------------------------------------- | --------------- |
| مجارستان (MAHASZ)                            | ۱               |
| تک‌آهنگ‌های داغ نیوزیلند (آرام‌ان‌زی)            | ۳۴              |
| کره جنوبی (گائون)                            | ۱۴              |
| کره جنوبی (۱۰۰ آهنگ داغ کی-پاپ)              | ۱۹              |
| فروش ترانه‌های دیجیتال ایالات متحده (بیلبورد) | ۲               |

## تاریخچه انتشار
| منطقه | تاریخ        | فرمت                  | ناشر           |
| ----- | ------------ | --------------------- | -------------- |
| مختلف | ۱۳ مارس ۲۰۲۰ | دانلود دیجیتال استریم | ولندینگ کامپنی |